# Brzoza brodawkowata

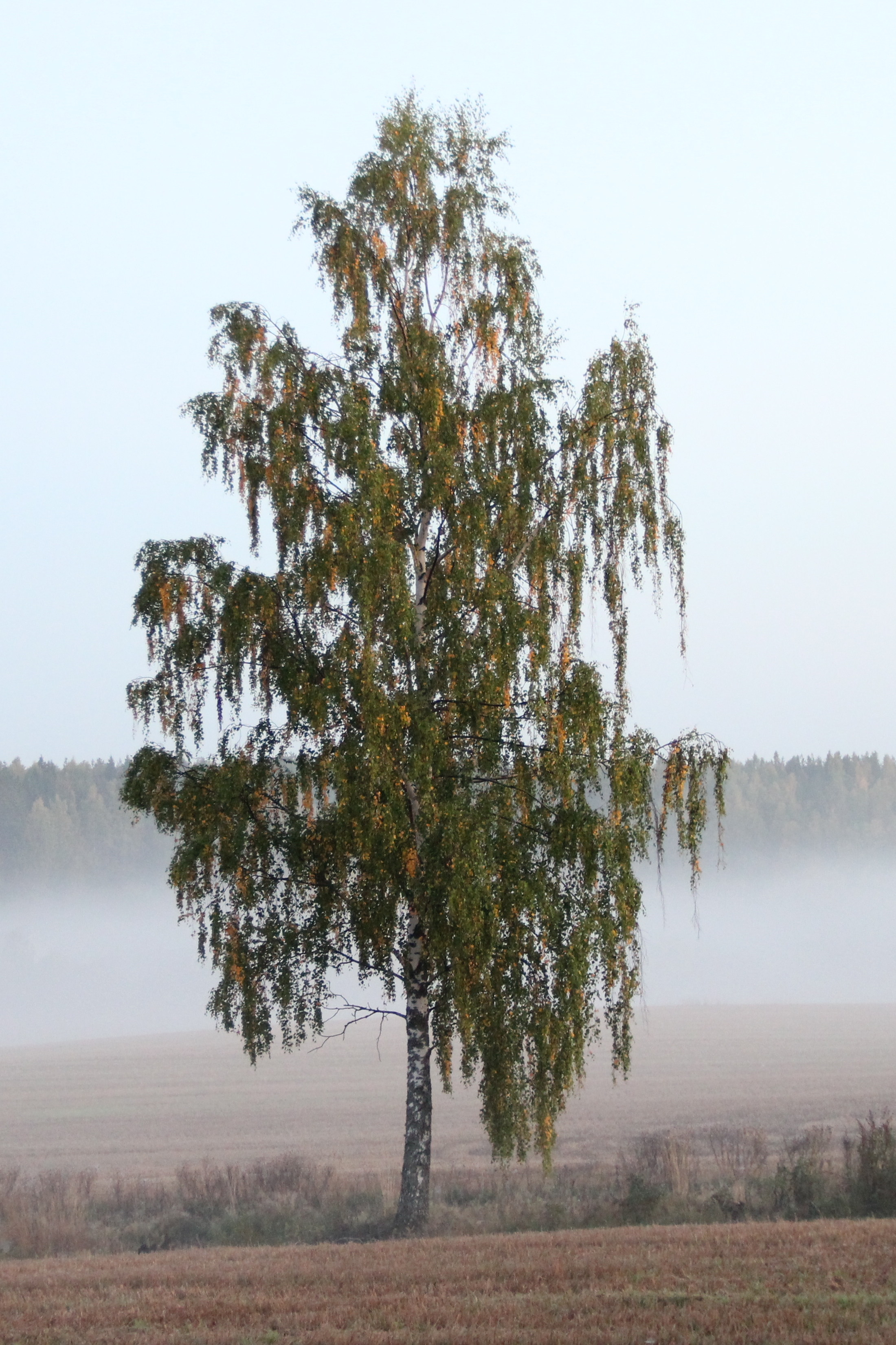
Zwisające pędy

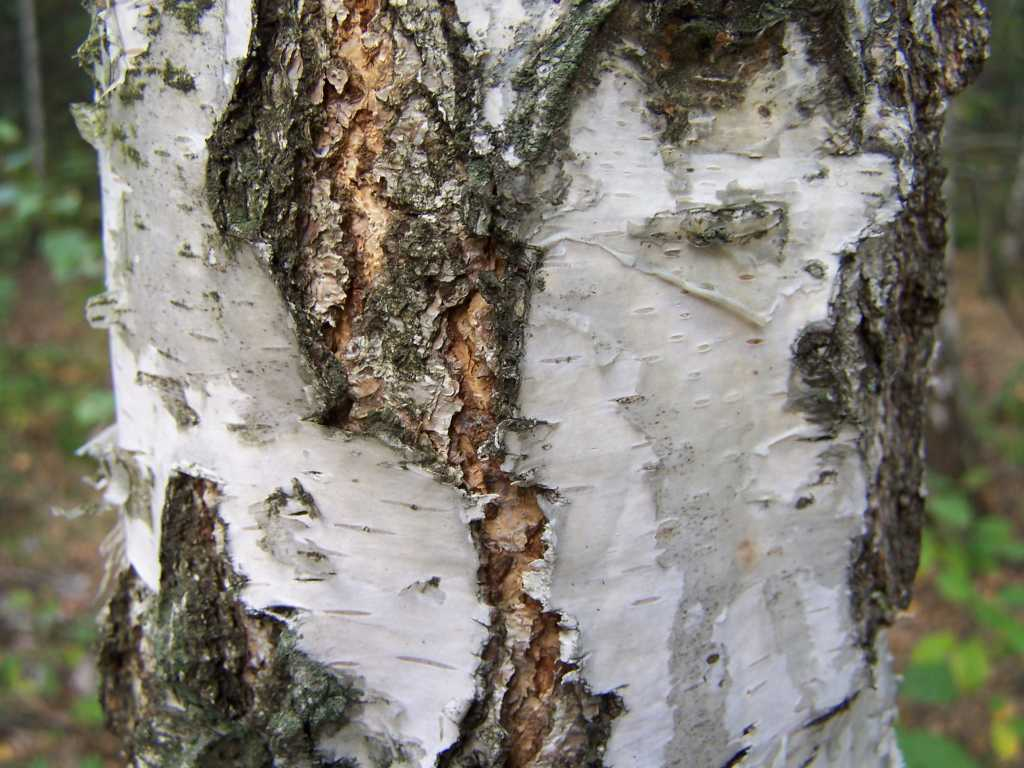
Pień z białą korą

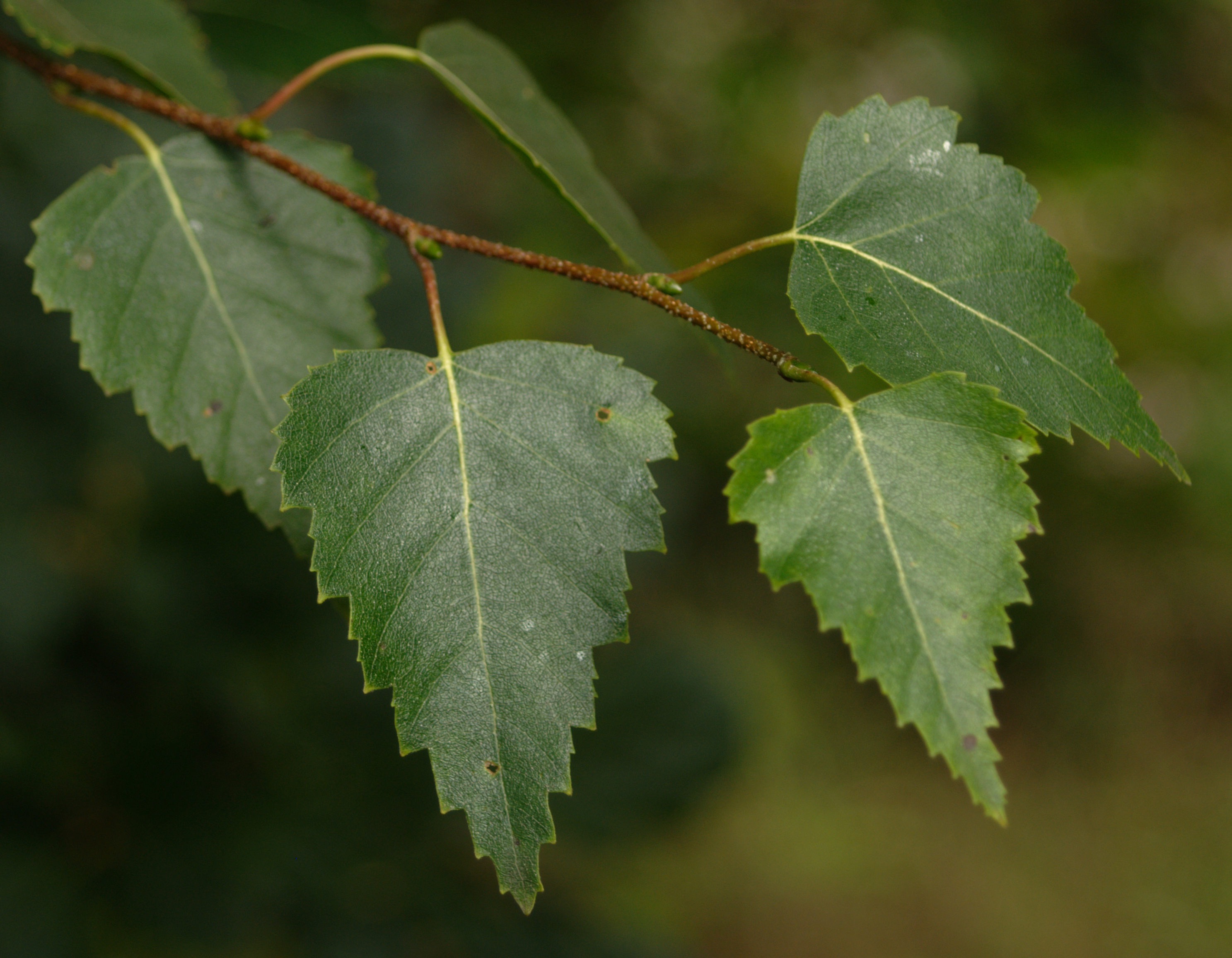
Trójkątnie rombowate i podwójnie ząbkowane liście

Brzoza brodawkowata, brzoza zwisła (Betula pendula Roth) – gatunek drzewa z rodziny brzozowatych (Betulaceae Gray). Wymieniana też pod nazwami: brzoza gruczołowata, brzezina, brzoza biała. Występuje w chłodniejszych rejonach Azji i Europy oraz w Afryce Północnej (Maroko), rozprzestrzenia się też w innych rejonach i jest uprawiana w wielu krajach świata. W Polsce jest pospolita na całym niżu i w niższych położeniach górskich.

## Morfologia
PokrójOsiąga do 30 m wysokości. Korona jest silnie rozwinięta, u starszych drzew rzadka, z długimi, cienkimi i zwisającymi z konarów gałązkami.
PieńKora młodych drzew jest pomarańczowoczerwona, lecz z czasem staje się biała, a u starszych drzew czarna u nasady. Łuszczy się okrężnie. Młode gałązki są ciemne, nieowłosione, pokryte gruczołami. Pączki są nagie, lepkie, u nasady rozszerzone, na wierzchołku zaostrzone.
LiścieCiemnozielone na powierzchni górnej, a na dolnej jaśniejsze, zielonawoszare. Posiadają charakterystyczne, gęste, siateczkowate unerwienie. Nerwy są lekko brunatne lub prawie białe. Liście o długości 3–7 cm i 2–5 cm szerokości oraz długim ogonku. Blaszka liściowa ma brzeg podwójnie ząbkowany. Jest trójkątna lub romboidalna i o nasadzie szeroko klinowatej bądź ściętej. Nasada po każdej stronie jest lekko zaokrąglona lub niezaokrąglona a szczyt długi i ostro zakończony. Młode liście są lepkie i słabo owłosione, szybko stają się całkiem nagie. Ogonek liściowy jest nagi i ma do 3 cm długości.
KwiatyKwiaty zebrane w kwiatostany zwane kotkami. Kwiaty męskie, mające postać kotków, występują na końcach starszych pędów, żeńskie natomiast na końcach młodszych krótkopędów. Są podobne do kotek brzozy omszonej.
OwoceOrzeszki podłużnie eliptyczne ze skrzydełkami 2-3 razy szerszymi od orzeszków. Łuski owocowe są trójklapowe. Klapki boczne, dłuższe od środkowej, są odgięte w dół.

## Biologia i ekologia
Megafanerofit, żyje ok. 100 lat. Kwitnie w kwietniu, o około 10 dni wcześniej niż brzoza omszona. Jest wiatropylna, a jej lekkie nasiona zaopatrzone w skrzydełka rozsiewane są przez wiatr często na duże odległości, dlatego też brzoza jest jednym z pierwszych gatunków drzew zarastających nieużytki (gatunek pionierski). Występuje na suchych, piaszczystych terenach, na nieużytkach, w lasach liściastych, borach mieszanych i sosnowych, w zaroślach i na zrębach, wzdłuż szlaków kolejowych. Jest także ważnym drzewem leśnym. W klasyfikacji zbiorowisk roślinnych gatunek wyróżniający dla związku (All.) Sambuco-Salicion. Liczba chromosomów 2n = 28.
Brzozą opisaną jako najstarsza w Polsce był w 1992 roku okaz rosnący w Gdańsku Oliwie – miał wówczas 171 lat, przy obwodzie pnia 321 cm i wysokości 26 m. W konkursie Przeglądu Leśniczego na najgrubsze drzewo Lasów Państwowych wśród brzóz wygrało drzewo z okolicy miejscowości Solno w województwie warmińsko-mazurskim. Ma ono 295 cm obwodu i 26 metrów wysokości.

## Systematyka i zmienność
Ujęcia taksonomiczne
Według niektórych ujęć taksonomicznych do tego gatunku zalicza się formę o bardzo ciemnej korze (drzewa pozbawione betuliny), dawniej uważaną za osobny gatunek – brzoza czarna Betula obscura Kotula. Status brzozy ciemnej jako odmiany brzozy brodawkowatej potwierdzają analizy molekularne.
Według nowszych ujęć taksonomicznych brzoza ojcowska (Betula pendula Roth var. oycoviensis (Besser) Dippel) jest odmianą brzozy brodawkowatej.
Osobliwą formą brzozy brodawkowatej jest brzoza płomienna lub płomykowa (for. flammifera), która ma pokrój krzewu, z krótkim pniem, bardzo grubą korą i falistym układem włókien. W Polsce zarejestrowana w Wolińskim Parku Narodowym oraz w okolicach Stargardu. Poza tym znana ze Szwecji, Szkocji i Słowacji. Inna odmiana, brzoza karelska (Betula pendula var. carelica), wyróżnia się drewnem z obrzękami i przed wykonaniem analiz molekularnych była przez niektórych uważana za mieszańca z brzozą omszoną.
Zmienność
W obrębie tego gatunku wyróżniono dwie odmiany:
- Betula pendula var. fontqueri (Rothm.) G.Moreno & Peinado
- Betula pendula var. oycowiensis (Besser) Dippel – brzoza ojcowska

Ponadto tworzy mieszańce z brzozą karłowatą, b. niską, b. omszoną, b. ojcowską.
Odmiany uprawne

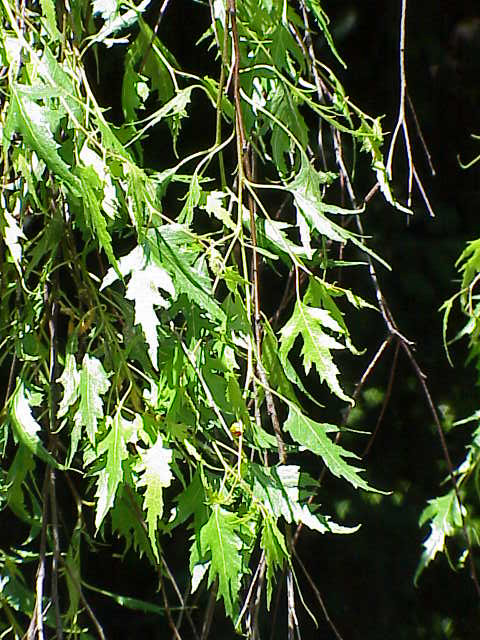
B. pendula 'Laciniata'

- 'Birkalensis' – liście są powcinane, jednak nie tak mocno jak u odmiany 'Laciniata'.
- 'Fastigiata' – gałęzie unoszą się do góry i są poskręcane. Młode pędy są zwisające. Korona jest wąska i zaokrąglona.
- 'Golden Cloud' – liście mają żółty odcień.
- 'Laciniata' (często błędnie identyfikowana jako 'Dalecarlica') – ma głęboko powcinane liście i płaczące gałęzie. Korona jest kształtna.
- 'Obelisk' – pokrój jest podobny do odmiany 'Fastigiata'. Gałęzie unoszą się do góry, lecz młode pędy nie są zwisające. Korona jest wąska i zaokrąglona.
- 'Purpurea' – liście są purpurowe i matowe. Posiada rzadkie ulistnienie.
- 'Tristis' – posiada gładką korę o białej barwie. Gałązki zwisające.
- 'Youngii' – pędy zwisają z miejsca szczepienia. Bardzo niskie drzewo.

## Zastosowanie

### Roślina lecznicza
Surowiec zielarskiLiść brzozy (Betulae folium) – całe lub połamane liście brzozy brodawkowatej i brzozy omszonej, oraz ich mieszańców. Surowiec powinien zawierać nie mniej niż 1,5% flawonoidów w przeliczeniu na hiperozyd. Zawiera ponadto do 3,2% saponin, kwasy organiczne, żywice, do 9% garbników katechinowych, sole mineralne, olejek eteryczny i związki trójterpenowe (folientriol, folientetraol). W młodych liściach i pączkach znajduje się więcej olejków eterycznych. Surowcem zielarskim może także być kora brzozowa Cortex Betulae będąca źródłem betuliny stosowanej w leczeniu trądziku. Pozyskiwany wiosną sok (oskoła) zawiera głównie fruktozę, liczne sole mineralne (potas, miedź, mangan, fosfor i wapń) oraz witaminę B.
Działanie i zastosowanieDziała moczopędnie, odtruwająco i wzmacniająco. Jest stosowany przy kamicy nerkowej, przy obrzękach na tle krążeniowym, jako środek na porost włosów, a w medycynie ludowej – do wybielania skóry i przeciw piegom. W przewlekłych chorobach dróg moczowych, niewydolności nerek, przy gośćcu i przy łuszczycy stosuje się napar z liści, które zawierają szereg czynnych substancji, m.in. flawonoidy, garbniki, sole mineralne i związki żywiczne. Można nim przemywać też suchą i łuszczącą się skórę.
Zbiór i suszenieLiście zrywa się młode, gdy są jeszcze lepkie i suszy w warunkach naturalnych w cieniu. Po wysuszeniu liście mają słaby, przyjemny zapach i gorzkawy, ściągający smak. Korę zbiera się wiosną z młodych, ściętych pni i gałązek, zdziera się elastyczną białą część zewnętrzną. Pączki pozyskuje się wczesną wiosną, gdy są dobrze nabrzmiałe, z drzew ściętych w czasie czyszczeń, i suszy w temperaturze 25 – 30 °C. Wysuszone pączki są lepkie, na przekroju jasnozielone, o silnym balsamicznym zapachu i gorzkawym smaku.

### Roślina ozdobna
Chętnie sadzona w parkach i ogrodach jako roślina ozdobna.

### Surowiec drzewny
Drewno białe z żółtym lub lekko różowawym odcieniem, bez twardzieli, trudno łupliwe, średniotwarde. Robi się z niego meble, sklejkę i drobne przedmioty. Jest przetwarzane podczas suchej destylacji na węgiel, kwas octowy, alkohol metylowy i smołę.